# Motion JPEG
 (signalé en juillet 2025).
Si vous disposez d'ouvrages ou d'articles de référence ou si vous connaissez des sites web de qualité traitant du thème abordé ici, merci de compléter l'article en donnant les références utiles à sa vérifiabilité et en les liant à la section « Notes et références ».
- Archive Wikiwix
- Bing
- Cairn
- DuckDuckGo
- E. Universalis
- Gallica
- Google
- G. Books
- G. News
- G. Scholar
- Persée
- Qwant
- (zh) Baidu
- (ru) Yandex
- (wd) trouver des œuvres sur Wikidata

Motion JPEG ou MJPEG est un codec vidéo qui compresse les images en une séquence de JPEG. Son évolution est le MJPEG2000.
Le débit binaire d’un flux MJPEG se situe généralement entre celui de formats non compressés (comme RVB, de compression 1:1, et YUV, de compression 1:1,5 à 1:2,5) et celui des formats MPEG (de l’ordre de 1:100). Des débits de l’ordre de 29 Mbit/s sont courants pour des vidéos de très bonne qualité, mais conduisent en comparaison à d’autres formats à des tailles de fichier très importantes. Les caméscopes utilisant les bandes miniDV compressent les images en MJPEG donnant un débit de 25 Mbit/s et un taux de compression de 1:5.